# Just Another Ordinary Day (album)
Albums de Patrick Watson
Waterproof9
(2001) Close to Paradise
(2007)
Just Another Ordinary Day est le premier album studio de Patrick Watson et son groupe de rock indépendant canadien, sorti le 1er août 2003 et plus tard repris sous le label Secret City Records.

## Contexte et sortie
Originellement auto-publié en quantité limitée, il est le premier album composé et joué par  Patrick Watson avec les trois autres membres de son groupe actuel : Mishka Stein, Simon Angell et Robbie Kuster.
Régulièrement joué en concert au Café Sarajevo, à Montréal, Just Another Ordinary Day connut un certain intérêt et succès local lors de sa sortie.

## Liste des titres
| 1.    | Just Another Ordinary Day | 2:48 |
| 2.    | Woods                     | 5:15 |
| 3.    | Mary                      | 3:59 |
| 4.    | Silent City               | 6:56 |
| 5.    | Shame                     | 7:28 |
| 6.    | Brigitte's Theme          | 4:40 |
| 7.    | Gealman                   | 5:35 |
| 8.    | Fall                      | 5:14 |
| 9.    | Sunday                    | 3:29 |
| 45:24 |                           |      |

## Réception

### Critique
James Chritopher Monger sur le site AllMusic admet que Just Another Ordinary Day ne manque pas d'idées, bien qu'il lui manque « une partie de la concentration et de la perspicacité pop des sorties plus tardives et plus connues comme Close to Paradise et Wooden Arms. »,
Chris Mandle pour le New Musical Express exprime le manque de direction de l'album malgré sa beauté et où Watson, selon ses mots, « s'intéresse plus à créer des atmosphères folles qu'à construire de vraies chansons. » Il regrette que Watson enchaîne les acrobaties musicales à défaut de mélodies plus simples et marquantes : « Watson est à son meilleur lorsqu'il reste simple, comme sur le superbe The Great Escape de son album Close to Paradise. »

## Crédits

### Membres du groupe
- Patrick Watson : voix, piano
- Robbie Kuster : batterie, percussions
- Mishka Stein : basse
- Simon Angell : guitare électrique